# 航空の危険を生じさせる行為等の処罰に関する法律
航空の危険を生じさせる行為等の処罰に関する法律（こうくうのきけんをしょうじさせるこういとうのしょばつにかんするほうりつ、昭和49年法律第87号）は、日本の法律。

## 概要
飛行場の設備を破壊して航空の危険を生じさせたり、航行中の航空機を破壊・墜落させたり、業務中の航空機に爆発物を持ち込む行為等を処罰する。いわば空の往来妨害罪といえる。同法では未遂犯（第5条）も既遂と同じ刑で処罰される。第6条の犯罪（過失罪）を除いて国外犯にも適用される（第7条）。

## 処罰される行為
- 航空危険罪（第1条） - 飛行場設備等を損壊して航空の危険を生じさせた者は、3年以上の有期拘禁刑に処する。
- 航空機墜落罪（第2条第1項） - 航行中の航空機を墜落させた者は、無期または3年以上の拘禁刑に処する。
- 航空機転覆罪（第2条第1項） - 航行中の航空機を転覆させた者は、無期または3年以上の拘禁刑に処する。
- 航空機覆没罪（第2条第1項） - 航行中の航空機を覆没させた者は、無期または3年以上の拘禁刑に処する。
- 航空機破壊罪（第2条第1項） - 航行中の航空機を破壊させた者は、無期または3年以上の拘禁刑に処する。
- 航空機墜落致死罪（第2条第3項） - 航行中の航空機を墜落させて人を死亡させた者は、死刑、無期または7年以上の拘禁刑に処する。
- 航空機転覆致死罪（第2条第3項） - 航行中の航空機を転覆させて人を死亡させた者は、死刑、無期または7年以上の拘禁刑に処する。
- 航空機覆没致死罪（第2条第3項） - 航行中の航空機を覆没させて人を死亡させた者は、死刑、無期または7年以上の拘禁刑に処する。
- 航空機破壊致死罪（第2条第3項） - 航行中の航空機を破壊させて人を死亡させた者は、死刑、無期または7年以上の拘禁刑に処する。
- 航空機機能喪失罪（第3条第1項） - 業務中の航空機の航行機能を失わせた者は、1年以上10年以下の拘禁刑に処する。
- 航空機破壊罪（第3条第1項） - 業務中の航空機を破壊した者は、1年以上10年以下の拘禁刑に処する。
- 航空機機能喪失致死罪（第3条第2項） - 業務中の航空機の航行機能を失わせて人を死亡させた者は、無期または3年以上の拘禁刑に処する。
- 航空機破壊致死罪（第3条第2項） - 業務中の航空機を破壊させて人を死亡させた者は、無期または3年以上の拘禁刑に処する。
- 航空機内爆発物持込罪（第4条） - 業務中の航空機内に不法に爆発物を持ち込んだ者は3年以上の有期拘禁刑に処する。
- 航空機内銃刀等持込罪（第4条） - 業務中の航空機内に不法に銃刀等[1]を持ち込んだ者は2年以上の有期拘禁刑に処する。
- 過失罪（第6条第1項）-　過失により、航空の危険を生じさせ、または航行中の航空機を墜落させ、転覆させ、もしくは覆没させ、もしくは破壊した者は、10万円以下の罰金に処する
- 業務上過失罪（第6条第2項）-　業務上の過失により、航空の危険を生じさせ、または航行中の航空機を墜落させ、転覆させ、もしくは覆没させ、もしくは破壊した者は、3年以下の拘禁刑または20万円以下の罰金に処する。